# Dagmar Křížová
Dagmar Křížová (* 30. května 1993 Frýdek-Místek) je česká divadelní, televizní a dabingová herečka působící v angažmá Městského divadla Brno.

## Životopis
Absolvovala Janáčkovu konzervatoř v Ostravě, obor hudebně dramatický, tedy činoherní. Zde získala své první divadelní zkušenosti v praxi, v druhém ročníku díky Těšínskému divadlu v inscenaci Hrátky s čertem a následně hostováním v úspěšném souboru Komorní scéna Aréna v inscenaci Hra snů. Během studia nabírala další divadelní zkušenosti, věnovala se moderování oficiálních akcí, hostování v kapelách či scénickému čtení, např. pro Divadlo Antonína Dvořáka.
Ve druhém ročníku studiu prošla konkurzem České televize a získala svou první filmovou zkušenost (zmínit lze např. pohádku Dvanáct měsíčků v režii Karla Janáka či dvě sezóny divácky úspěšného seriálu Vyprávěj v režii Bisera Arichteva a dalších).
Po absolvování konzervatoře vystudovala v roce 2018 muzikálové herectví na Divadelní fakultě Janáčkovy akademie múzických umění v Brně. Při studiu hostovala v Buranteatru v inscenaci Faust a Markétka a rovněž se objevila v Městském divadle Brno v muzikálu Chaplin.
Roku 2017 začala působit v angažmá v Městském divadle Brno. Získala dvě širší nominace na Cenu Thálie. Roku 2020 se zasloužila o širší nominaci za roli Sophie Sheridanové v muzikálu Mamma Mia!. V roce 2022 ji obdržela za ústřední roli Lízy Ďulínkové v muzikálu My Fair Lady (ze Zelňáku). Obě tyto inscenace spadají do repertoáru Městského divadla Brno.
K jejím největším rolím v tomto divadle patří slečna Honeyová ze světoznámého muzikálu Matilda, titulní role Jane Eyrové ve stejnojmenném muzikálu či Kit de Luca v muzikálu Pretty Woman.
Kromě působení v angažmá Městského divadla Brno se věnuje také dabingu a voiceoverům ve studiích v Brně i v Praze. Momentálně[kdy?] začíná hrát také v Praze, konkrétně v divadle Hybernia.

## Role v Městském divadle Brno

### Aktuální repertoár
- Mariana – Lakomec, režie: Stanislav Moša (2018)[3][4]
- Sophie Sheridanová – Mamma Mia! (širší nominace Cenu Thálie), režie: Petr Gazdík (2019)[5][6]
- Kit Deluca – Pretty Woman, režie: Stanislav Moša (2021) [7]
- Růženka – Sněhurka a já, režie: Stanislav Slovák (2022)[8]
- Líza Ďulínková – My Fair Lady (ze Zelňáku) (širší nominace na Cenu Thálie), režie: Stanislav Moša (2022) [9][10][11]
- Jenny Hill – Velká ryba (Big Fish), režie: Stanislav Moša (2023)[12]
- Slečna Honeyová – Matilda, režie: Petr Gazdík (2023)[13]

### Historie účinkování
- Exponáti a jiní, průvodkyně, Nataša Gollová – Brněnské kolo (2017)[14]
- Markytánka a další – TŘI MUŠKETÝŘI, režie: Hana Burešová (2008-2011)
- Londýňanka, Dvůr, Vesničanka a další – Bítls, autoři Stanislav Slovák, Jan Šotkovský, Petr Štěpán, režie: Stanislav Slovák (2017)
- Mildred Harrisová, 1. divák, 1. žena – Chaplin, režie: Stanislav Moša (2017)
- Gretchen, kamarádka Ellie – Děsnej pátek, režie: Petr Gazdík (2017)
- Vypravěčka/soupeřící mužstvo/lehká atletka a jiné – Klapzubova jedenáctka, autoři Eduard Bass, Jiří Levíček, Stanislav Slovák, Jan Šotkovský, Petr Štěpán, režie: Stanislav Slovák (2018)
- Mercy Lewisonová – Čarodějky ze Salemu, režie: Mikoláš Tyc (2018)
- Anette – Horečka sobotní noci, režie: Stanislav Moša (2018)
- Joanne Jefferson – RENT, režie: Stanislav Moša (2018)
- Ellen Dawsonová – Poslední loď, režie: Stanislav Moša (2019)
- Carla – Nine, režie: Stanislav Moša (2019)
- Cora, dospělá – Ráj, autoři Zdenek Merta a Stanislav Moša, režie: Stanislav Moša (2020)
- Octavia – Antonius a Kleopatra, režie: Stanislav Moša (2020)
- Jane Eyrová – Jane Eyrová, režie: Petr Gazdík (2021)

## Další divadelní role
- Erika – Zapomeňte na Shakespeara!, autor Janek Ledecký, Divadlo Hybernia (2023)[15]

### Hostování
- Čertice – Hrátky s Čertem, režie: Karol Suszka, Těšínské divadlo (2009)
- Edita, Služka – Hra Snů, režie: Jiří Nekvasil, Komorní Scéna Aréna (2011)
- Faustova společnice – Faust a Markétka, režie: Mikoláš Tyc, BURANTEATR (2015)
- Tanečnice – Káťa Kabanová, režie: Robert Carsen, Janáčkovo divadlo (2016)
- Mildred Harrisová, 1. žena, 1. divák – Chaplin, režie: Stanislav Moša, Městské divadlo Brno (2017)
- Renata Homolová + company – Bítls, režie: Stanislav Slovák, Městské divadlo Brno (2017)[14]

### Absolventské role
- Gussie Carnegiová – Zlatá brána otevřená, autor S. Sondheim, G. Furth, režie: Hana Mikolášková, Divadlo na Orlí (2016)[14]
- Hraběnka – muzikál Figarka, autoři Petr Štěpán, Miroslav Ondra, Divadlo na Orlí (2016)

## Filmografie
- 2011 – 4teens (TV seriál, role Lindy Járové)[16][17][18]
- 2012 – Dvanáct měsíčků (TV film)
- 2012–2013 – Vyprávěj (TV seriál)
- 2013 – Kameňák 4 (TV film)
- 2014–2015 – Všechny moje lásky (TV seriál, role Romany)
- 2015 – Vánoční Kameňák (TV film)
- 2015 – Podvodníci (TV reality show)
- 2015 – Doktoři z počátků (s03e18, role sestřičky)
- 2016 – Rozsudek – Posedlost (s02e15, role Karolíny)
- 2016 – Ohnivý kuře (TV seriál)
- 2017 – Temný kraj (TV seriál, s02e03-04)
- 2018 – Polda (TV seriál)
- 2018 – Labyrint (TV seriál, s03e05)
- 2019 – Modrý kód (TV seriál, s04e23, role Nadi)
- 2021 – 1. mise (TV seriál, s01e03)
- 2022 – Hlavně to zdraví (TV film, role recepční)
- 2022 – S písní v tísni (TV film)